# Hockey World League 2014-15 (mannen), ronde 1
Ronde 1 van de Hockey World League 2014-15 (mannen) werd gehouden in de periode juli tot december 2014. Via deze ronde konden veertien landen zich plaatsen voor de tweede ronde van de Hockey World League.
Alle landen die mee wilden doen aan het toernooi, gingen van start in deze ronde, behalve de negentien hoogst gekwalificeerde landen op de wereldranglijst. Ook Singapore en de Verenigde Staten, die als organisator van een toernooi in de tweede ronde waren aangewezen, plaatsten zich direct voor de tweede ronde.
De 35 deelnemende landen werden onderverdeeld in negen groepen die elk in een ander land een toernooi speelden. Naar de tweede ronde gingen de negen toernooiwinnaars en de nummers twee van de toernooien in Kroatië en Tsjechië. Van de negen landen die net onder een gekwalificeerd land eindigden, gingen de drie landen die het hoogst stonden op de wereldranglijst van september 2014 ook door.

## Sveti Ivan Zelina
In Sveti Ivan Zelina, Kroatië, werd van 1 tot en met 6 juli gespeeld. De twee beste landen plaatsten zich voor de tweede ronde.
Alle tijden zijn in lokale tijd (UTC+2)
| Team        | GS | W | WS | VS | V | DV | DT | DS  | Ptn |
| ----------- | -- | - | -- | -- | - | -- | -- | --- | --- |
| Rusland     | 4  | 4 | 0  | 0  | 0 | 38 | 0  | +38 | 12  |
| Zwitserland | 4  | 2 | 1  | 0  | 1 | 20 | 10 | +10 | 8   |
| Bulgarije   | 4  | 2 | 0  | 0  | 2 | 4  | 22 | −18 | 6   |
| Kroatië     | 4  | 1 | 0  | 1  | 2 | 8  | 14 | −6  | 4   |
| Turkije     | 4  | 0 | 0  | 0  | 4 | 2  | 26 | −24 | 0   |

| 1 juli 2014 16:15 |         |           |                                                                |
| Zwitserland       | 11–0    | Bulgarije | Scheidsrechters: Maksym Perepelytsya (UKR) Mustafa Ozdal (TUR) |
|                   | verslag |           | Scheidsrechters: Maksym Perepelytsya (UKR) Mustafa Ozdal (TUR) |

| 1 juli 2014 18:30 |         |         |                                                               |
| Kroatië           | 6–1     | Turkije | Scheidsrechters: Chahir Panschiri (SUI) Oliver Tarnoczi (AUT) |
|                   | verslag |         | Scheidsrechters: Chahir Panschiri (SUI) Oliver Tarnoczi (AUT) |

| 2 juli 2014 16:15 |         |           |                                                               |
| Rusland           | 11–0    | Bulgarije | Scheidsrechters: Maksym Perepelytsya (UKR) Tin Matković (CRO) |
|                   | verslag |           | Scheidsrechters: Maksym Perepelytsya (UKR) Tin Matković (CRO) |

| 2 juli 2014 18:30 |         |         |                                                               |
| Zwitserland       | 7–1     | Turkije | Scheidsrechters: Dimitry Zhabin (RUS) Hristiyan Vasilev (BUL) |
|                   | verslag |         | Scheidsrechters: Dimitry Zhabin (RUS) Hristiyan Vasilev (BUL) |

| 3 juli 2014 16:15 |         |         |                                                            |
| Zwitserland       | 0–7     | Rusland | Scheidsrechters: Oliver Tarnoczi (AUT) Mustafa Ozdal (TUR) |
|                   | verslag |         | Scheidsrechters: Oliver Tarnoczi (AUT) Mustafa Ozdal (TUR) |

| 3 juli 2014 18:30 |         |         |                                                              |
| Bulgarije         | 1–0     | Kroatië | Scheidsrechters: Dimitry Zhabin (RUS) Chahir Panschiri (SUI) |
|                   | verslag |         | Scheidsrechters: Dimitry Zhabin (RUS) Chahir Panschiri (SUI) |

| 5 juli 2014 16:15 |         |         |                                                                 |
| Rusland           | 10–0    | Turkije | Scheidsrechters: Hristiyan Vasilev (BUL) Chahir Panschiri (SUI) |
|                   | verslag |         | Scheidsrechters: Hristiyan Vasilev (BUL) Chahir Panschiri (SUI) |

| 5 juli 2014 18:30 |                      |             |                                                                |
| Kroatië           | 2–2 3-4 (shoot outs) | Zwitserland | Scheidsrechters: Maksym Perepelytsya (UKR) Mustafa Ozdal (TUR) |
|                   | verslag              |             | Scheidsrechters: Maksym Perepelytsya (UKR) Mustafa Ozdal (TUR) |

| 6 juli 2014 16:15 |         |           |                                                             |
| Turkije           | 0–3     | Bulgarije | Scheidsrechters: Dimitry Zhabin (RUS) Oliver Tarnoczi (AUT) |
|                   | verslag |           | Scheidsrechters: Dimitry Zhabin (RUS) Oliver Tarnoczi (AUT) |

| 6 juli 2014 18:30 |         |         |                                                                    |
| Kroatië           | 0–10    | Rusland | Scheidsrechters: Maksym Perepelytsya (UKR) Hristiyan Vasilev (BUL) |
|                   | verslag |         | Scheidsrechters: Maksym Perepelytsya (UKR) Hristiyan Vasilev (BUL) |

## Hradec Králové
In Hradec Králové, Tsjechië, werd van 2 tot en met 7 september gespeeld. De twee beste landen plaatsten zich voor de tweede ronde.
Alle tijden zijn in lokale tijd (UTC+2)
| Team        | GS | W | WS | VS | V | DV | DT | DS  | Ptn |
| ----------- | -- | - | -- | -- | - | -- | -- | --- | --- |
| Wit-Rusland | 4  | 3 | 1  | 0  | 0 | 14 | 5  | +9  | 11  |
| Tsjechië    | 4  | 3 | 0  | 0  | 1 | 21 | 6  | +15 | 9   |
| Oekraïne    | 4  | 2 | 0  | 1  | 1 | 23 | 7  | +16 | 7   |
| Slowakije   | 4  | 1 | 0  | 0  | 3 | 8  | 20 | −12 | 3   |
| Litouwen    | 4  | 0 | 0  | 0  | 4 | 3  | 31 | −28 | 0   |

| 2 september 2014 15:30 |         |          |                                                      |
| Oekraïne               | 10–2    | Litouwen | Scheidsrechters: Ben Göntgen (GER) Tomáš Holek (CZE) |
|                        | verslag |          | Scheidsrechters: Ben Göntgen (GER) Tomáš Holek (CZE) |

| 2 september 2014 17:45 |         |           |                                                                   |
| Wit-Rusland            | 5–2     | Slowakije | Scheidsrechters: Maksym Perpelytsya (UKR) Jaroslav Suchocki (LTU) |
|                        | verslag |           | Scheidsrechters: Maksym Perpelytsya (UKR) Jaroslav Suchocki (LTU) |

| 3 september 2014 15:30 |         |           |                                                          |
| Oekraïne               | 10–0    | Slowakije | Scheidsrechters: Ben Göntgen (GER) Eduard Hordzich (BLR) |
|                        | verslag |           | Scheidsrechters: Ben Göntgen (GER) Eduard Hordzich (BLR) |

| 3 september 2014 17:45 |         |          |                                                                  |
| Tsjechië               | 11–0    | Litouwen | Scheidsrechters: Maksym Perpelytsya (UKR) Michal Margolien (SVK) |
|                        | verslag |          | Scheidsrechters: Maksym Perpelytsya (UKR) Michal Margolien (SVK) |

| 4 september 2014 15:30 |         |          |                                                          |
| Slowakije              | 5–1     | Litouwen | Scheidsrechters: Tomáš Holek (CZE) Eduard Hordzich (BLR) |
|                        | verslag |          | Scheidsrechters: Tomáš Holek (CZE) Eduard Hordzich (BLR) |

| 4 september 2014 17:45 |         |          |                                                                 |
| Wit-Rusland            | 3–2     | Tsjechië | Scheidsrechters: Jaroslav Suchocki (LTU) Michal Margolien (SVK) |
|                        | verslag |          | Scheidsrechters: Jaroslav Suchocki (LTU) Michal Margolien (SVK) |

| 6 september 2014 10:45 |         |             |                                                             |
| Litouwen               | 0–5     | Wit-Rusland | Scheidsrechters: Maksym Perpelytsya (UKR) Tomáš Holek (CZE) |
|                        | verslag |             | Scheidsrechters: Maksym Perpelytsya (UKR) Tomáš Holek (CZE) |

| 6 september 2014 13:00 |         |          |                                                           |
| Oekraïne               | 2–4     | Tsjechië | Scheidsrechters: Ben Göntgen (GER) Michal Margolien (SVK) |
|                        | verslag |          | Scheidsrechters: Ben Göntgen (GER) Michal Margolien (SVK) |

| 7 september 2014 10:45 |                    |          |                                                            |
| Wit-Rusland            | 1–1 3-1 shoot outs | Oekraïne | Scheidsrechters: Ben Göntgen (GER) Jaroslav Suchocki (LTU) |
|                        | verslag            |          | Scheidsrechters: Ben Göntgen (GER) Jaroslav Suchocki (LTU) |

| 7 september 2014 15:15 |         |           |                                                                 |
| Tsjechië               | 4–1     | Slowakije | Scheidsrechters: Maksym Perpelytsya (UKR) Eduard Hordzich (BLR) |
|                        | verslag |           | Scheidsrechters: Maksym Perpelytsya (UKR) Eduard Hordzich (BLR) |

## Dhaka
In Dhaka, Bangladesh, werd van 5 tot en met 7 september gespeeld. Het beste land plaatste zich voor de tweede ronde.
Alle tijden zijn in lokale tijd (UTC+6)
| Team       | GS | W | WS | VS | V | DV | DT | DS | Ptn |
| ---------- | -- | - | -- | -- | - | -- | -- | -- | --- |
| Bangladesh | 2  | 2 | 0  | 0  | 0 | 6  | 3  | +3 | 6   |
| Sri Lanka  | 2  | 1 | 0  | 0  | 1 | 8  | 4  | +4 | 3   |
| Hongkong   | 2  | 0 | 0  | 0  | 2 | 2  | 9  | −7 | 0   |

| 5 september 2014 15:30 |         |            |                                                             |
| Sri Lanka              | 2–3     | Bangladesh | Scheidsrechters: Nazmi Kamarudin (MAS) Khalid Hussain (HKG) |
|                        | verslag |            | Scheidsrechters: Nazmi Kamarudin (MAS) Khalid Hussain (HKG) |

| 6 september 2014 15:30 |         |           |                                                         |
| Hongkong               | 1–6     | Sri Lanka | Scheidsrechters: Nazmi Kamarudin (MAS) Salim Reza (BAN) |
|                        | verslag |           | Scheidsrechters: Nazmi Kamarudin (MAS) Salim Reza (BAN) |

| 7 september 2014 15:30 |         |          |                                                              |
| Bangladesh             | 3–1     | Hongkong | Scheidsrechters: Nazmi Kamarudin (MAS) Roshan Hemantha (SRI) |
|                        | verslag |          | Scheidsrechters: Nazmi Kamarudin (MAS) Roshan Hemantha (SRI) |

## Masqat
In Masqat, Oman, werd van 5 tot en met 7 september gespeeld. Het beste land plaatste zich voor de tweede ronde.
Alle tijden zijn in lokale tijd (UTC+4)
| Team         | GS | W | WS | VS | V | DV | DT | DS  | Ptn |
| ------------ | -- | - | -- | -- | - | -- | -- | --- | --- |
| Azerbeidzjan | 3  | 2 | 0  | 1  | 0 | 17 | 4  | +13 | 7   |
| Oman         | 3  | 2 | 0  | 0  | 1 | 10 | 2  | +8  | 6   |
| Iran         | 3  | 1 | 1  | 0  | 1 | 10 | 4  | +6  | 5   |
| Thailand     | 3  | 0 | 0  | 0  | 3 | 0  | 27 | −27 | 0   |

| 5 september 2014 18:00 |                    |      |                                                            |
| Azerbeidzjan           | 3–3 0-3 shoot outs | Iran | Scheidsrechters: Sherif Elamari (EGY) Suwith Yooyuen (THA) |
|                        | verslag            |      | Scheidsrechters: Sherif Elamari (EGY) Suwith Yooyuen (THA) |

| 5 september 2014 20:30 |         |          |  |
| Oman                   | 8–0     | Thailand |  |
|                        | verslag |          |  |

| 6 september 2014 18:00 |         |      |                                                               |
| Thailand               | 0–7     | Iran | Scheidsrechters: Thani Al-Wahaibi (OMA) Elchin Gurbanov (AZE) |
|                        | verslag |      | Scheidsrechters: Thani Al-Wahaibi (OMA) Elchin Gurbanov (AZE) |

| 6 september 2014 20:30 |         |      |                                                              |
| Azerbeidzjan           | 2–1     | Oman | Scheidsrechters: Rahmat Mohammadi (IRN) Suwith Yooyuen (THA) |
|                        | verslag |      | Scheidsrechters: Rahmat Mohammadi (IRN) Suwith Yooyuen (THA) |

| 7 september 2014 18:00 |         |              |                                                                |
| Thailand               | 0–12    | Azerbeidzjan | Scheidsrechters: Thani Al-Wahaibi (OMA) Rahmat Mohammadi (IRN) |
|                        | verslag |              | Scheidsrechters: Thani Al-Wahaibi (OMA) Rahmat Mohammadi (IRN) |

| 7 september 2014 20:30 |         |      |                                                            |
| Oman                   | 1–0     | Iran | Scheidsrechters: Sherif Elamari (EGY) Suwith Yooyuen (THA) |
|                        | verslag |      | Scheidsrechters: Sherif Elamari (EGY) Suwith Yooyuen (THA) |

## Nairobi
In Nairobi, Kenia, werd van 5 tot en met 7 september gespeeld. Het beste land plaatst zich voor de tweede ronde.
Alle tijden zijn in lokale tijd (UTC+3)
| Team     | GS | W | WS | VS | V | DV | DT | DS  | Ptn |
| -------- | -- | - | -- | -- | - | -- | -- | --- | --- |
| Egypte   | 3  | 3 | 0  | 0  | 0 | 22 | 3  | +19 | 9   |
| Kenia    | 3  | 1 | 1  | 0  | 1 | 10 | 3  | +7  | 5   |
| Ghana    | 3  | 1 | 0  | 1  | 1 | 16 | 4  | +12 | 4   |
| Tanzania | 3  | 0 | 0  | 0  | 3 | 0  | 38 | −38 | 0   |

| 5 september 2014 16:30 |         |       |                                                           |
| Egypte                 | 3–2     | Ghana | Scheidsrechters: Sean Rapaport (RSA) Tony Fernandes (KEN) |
|                        | verslag |       | Scheidsrechters: Sean Rapaport (RSA) Tony Fernandes (KEN) |

| 5 september 2014 19:00 |         |          |                                                          |
| Kenia                  | 8–0     | Tanzania | Scheidsrechters: Alfred Akfrong (GHA) Saleem Hisam (EGY) |
|                        | verslag |          | Scheidsrechters: Alfred Akfrong (GHA) Saleem Hisam (EGY) |

| 6 september 2014 16:30 |         |          |                                                            |
| Egypte                 | 17–0    | Tanzania | Scheidsrechters: Tony Fernandes (KEN) Alfred Akfrong (GHA) |
|                        | verslag |          | Scheidsrechters: Tony Fernandes (KEN) Alfred Akfrong (GHA) |

| 6 september 2014 19:00 |                    |       |  |
| Ghana                  | 1–1 2-4 shoot outs | Kenia |  |
|                        | verslag            |       |  |

| 7 september 2014 13:30 |         |          |                                                          |
| Ghana                  | 13–0    | Tanzania | Scheidsrechters: Tony Fernandes (KEN) Saleem Hisam (EGY) |
|                        | verslag |          | Scheidsrechters: Tony Fernandes (KEN) Saleem Hisam (EGY) |

| 7 september 2014 16:00 |         |        |                                                           |
| Kenia                  | 1–2     | Egypte | Scheidsrechters: Sean Rapaport (RSA) Alfred Akfrong (GHA) |
|                        | verslag |        | Scheidsrechters: Sean Rapaport (RSA) Alfred Akfrong (GHA) |

## Guadalajara
In Guadalajara, Mexico, werd van 12 tot en met 14 september gespeeld. Het beste land plaatste zich voor de tweede ronde.
Alle tijden zijn in lokale tijd (UTC−6)
| Team      | GS | W | WS | VS | V | DV | DT | DS  | Ptn |
| --------- | -- | - | -- | -- | - | -- | -- | --- | --- |
| Chili     | 3  | 3 | 0  | 0  | 0 | 26 | 2  | +24 | 9   |
| Mexico    | 2  | 1 | 1  | 0  | 1 | 16 | 4  | +12 | 5   |
| Brazilië  | 2  | 1 | 0  | 1  | 1 | 10 | 4  | +6  | 4   |
| Guatemala | 3  | 0 | 0  | 0  | 3 | 1  | 43 | −42 | 0   |

| 12 september 2014 14:00 |         |           |                                                                |
| Brazilië                | 9–0     | Guatemala | Scheidsrechters: Jonathan Altamrano (MEX) Matias Barbosa (CHI) |
|                         | verslag |           | Scheidsrechters: Jonathan Altamrano (MEX) Matias Barbosa (CHI) |

| 12 september 2014 16:15 |         |        |                                                       |
| Chili                   | 3–1     | Mexico | Scheidsrechters: Devin Hooper (GUY) Oliver Höck (BRA) |
|                         | verslag |        | Scheidsrechters: Devin Hooper (GUY) Oliver Höck (BRA) |

| 13 september 2014 14:00 |         |       |                                                        |
| Brazilië                | 1–4     | Chili | Scheidsrechters: Devin Hooper (GUY) Luis Cardona (GUA) |
|                         | verslag |       | Scheidsrechters: Devin Hooper (GUY) Luis Cardona (GUA) |

| 13 september 2014 16:15 |         |           |                                                         |
| Mexico                  | 15–1    | Guatemala | Scheidsrechters: Matias Barbosa (CHI) Oliver Höck (BRA) |
|                         | verslag |           | Scheidsrechters: Matias Barbosa (CHI) Oliver Höck (BRA) |

| 14 september 2014 14:00 |         |           |                                                             |
| Chili                   | 19–0    | Guatemala | Scheidsrechters: Oliver Höck (BRA) Jonathan Altamrano (MEX) |
|                         | verslag |           | Scheidsrechters: Oliver Höck (BRA) Jonathan Altamrano (MEX) |

| 14 september 2014 16:15 |                    |          |                                                          |
| Mexico                  | 0–0 3-0 shoot outs | Brazilië | Scheidsrechters: Devin Hooper (GUY) Matias Barbosa (CHI) |
|                         | verslag            |          | Scheidsrechters: Devin Hooper (GUY) Matias Barbosa (CHI) |

## Lousada
In Lousada, Portugal, werd van 12 tot en met 14 september gespeeld. Het beste land plaatste zich voor de tweede ronde.
Alle tijden zijn in lokale tijd (UTC+1)
| Team       | GS | W | WS | VS | V | DV | DT | DS | Ptn |
| ---------- | -- | - | -- | -- | - | -- | -- | -- | --- |
| Oostenrijk | 2  | 1 | 1  | 0  | 0 | 7  | 2  | +5 | 5   |
| Italië     | 2  | 1 | 0  | 0  | 1 | 6  | 8  | −2 | 3   |
| Portugal   | 2  | 0 | 0  | 1  | 1 | 3  | 6  | −3 | 1   |

| 12 september 2014 18:30 |                    |          |                                                             |
| Oostenrijk              | 1–1 3-0 shoot outs | Portugal | Scheidsrechters: Andres Ortíz (ESP) Vincenzo Ilgrande (ITA) |
|                         | verslag            |          | Scheidsrechters: Andres Ortíz (ESP) Vincenzo Ilgrande (ITA) |

| 13 september 2014 17:30 |         |            |                                                        |
| Italië                  | 1–6     | Oostenrijk | Scheidsrechters: Andres Ortíz (ESP) Pedro Santos (POR) |
|                         | verslag |            | Scheidsrechters: Andres Ortíz (ESP) Pedro Santos (POR) |

| 14 september 2014 17:30 |         |        |                                                         |
| Portugal                | 2–5     | Italië | Scheidsrechters: Andres Ortíz (ESP) Roland Langer (AUT) |
|                         | verslag |        | Scheidsrechters: Andres Ortíz (ESP) Roland Langer (AUT) |

## Kingston
In Kingston, Jamaica, werd van 1 tot en met 5 oktober gespeeld. Het beste land plaatst zich voor de tweede ronde.
Alle tijden zijn in lokale tijd (UTC−5)
| Team                   | GS | W | WS | VS | V | DV | DT | DS | Ptn |
| ---------------------- | -- | - | -- | -- | - | -- | -- | -- | --- |
| Trinidad en Tobago     | 3  | 2 | 1  | 0  | 0 | 8  | 3  | +5 | 8   |
| Jamaica                | 3  | 1 | 1  | 0  | 1 | 4  | 6  | −2 | 5   |
| Dominicaanse Republiek | 3  | 0 | 0  | 3  | 0 | 5  | 5  | 0  | 3   |
| Barbados               | 3  | 0 | 1  | 0  | 2 | 3  | 6  | −3 | 2   |

| 1 oktober 2014 16:30 |         |         |                                                       |
| Barbados             | 1–2     | Jamaica | Scheidsrechters: Nku Davis (TRI) Arturo Vázquez (MEX) |
|                      | verslag |         | Scheidsrechters: Nku Davis (TRI) Arturo Vázquez (MEX) |

| 2 oktober 2014 09:00 |                    |                        |                                                          |
| Trinidad en Tobago   | 2–2 2-0 shoot outs | Dominicaanse Republiek | Scheidsrechters: Duvaughn Henlon (JAM) Shane Lewis (BAR) |
|                      | verslag            |                        | Scheidsrechters: Duvaughn Henlon (JAM) Shane Lewis (BAR) |

| 4 oktober 2014 11:30 |         |                    |                                                             |
| Barbados             | 1–3     | Trinidad en Tobago | Scheidsrechters: Duvaughn Henlon (JAM) Arturo Vázquez (MEX) |
|                      | verslag |                    | Scheidsrechters: Duvaughn Henlon (JAM) Arturo Vázquez (MEX) |

| 4 oktober 2014 16:30   |                    |         |                                                    |
| Dominicaanse Republiek | 2–2 0-2 shoot outs | Jamaica | Scheidsrechters: Nku Davis (TRI) Shane Lewis (BAR) |
|                        | verslag            |         | Scheidsrechters: Nku Davis (TRI) Shane Lewis (BAR) |

| 5 oktober 2014 11:30   |                    |          |                                                        |
| Dominicaanse Republiek | 1–1 2-4 shoot outs | Barbados | Scheidsrechters: Nku Davis (TRI) Duvaughn Henlon (JAM) |
|                        | verslag            |          | Scheidsrechters: Nku Davis (TRI) Duvaughn Henlon (JAM) |

| 5 oktober 2014 19:00 |         |         |                                                         |
| Trinidad en Tobago   | 3–0     | Jamaica | Scheidsrechters: Shane Lewis (BAR) Arturo Vázquez (MEX) |
|                      | verslag |         | Scheidsrechters: Shane Lewis (BAR) Arturo Vázquez (MEX) |

## Suva
In Suva, Fiji, werd van 6 tot en met 11 december gespeeld. Het beste land plaatste zich voor de tweede ronde.
Alle tijden zijn in lokale tijd (UTC+12)
| Team                | GS | W | WS | VS | V | DV | DT | DS  | Ptn |
| ------------------- | -- | - | -- | -- | - | -- | -- | --- | --- |
| Fiji                | 2  | 2 | 0  | 0  | 0 | 21 | 3  | +18 | 6   |
| Papoea-Nieuw-Guinea | 2  | 1 | 0  | 0  | 1 | 6  | 9  | −3  | 3   |
| Samoa               | 2  | 0 | 0  | 0  | 2 | 2  | 17 | −15 | 0   |

| 6 december 2014 14:30 |         |       |                                                      |
| Fiji                  | 13–1    | Samoa | Scheidsrechters: Tim Bond (NZL) Simon Thresher (AUS) |
|                       | verslag |       | Scheidsrechters: Tim Bond (NZL) Simon Thresher (AUS) |

| 7 december 2014 18:30 |         |                     |                                                          |
| Samoa                 | 1–4     | Papoea-Nieuw-Guinea | Scheidsrechters: Harry Heritage (FIJ) Epeli Tukuca (FIJ) |
|                       | verslag |                     | Scheidsrechters: Harry Heritage (FIJ) Epeli Tukuca (FIJ) |

| 11 december 2014 16:30 |         |                     |                                                      |
| Fiji                   | 8–2     | Papoea-Nieuw-Guinea | Scheidsrechters: Tim Bond (NZL) Simon Thresher (AUS) |
|                        | verslag |                     | Scheidsrechters: Tim Bond (NZL) Simon Thresher (AUS) |